# Grand Prix automobile d'Espagne 2021
GP précédent GP suivant
Le Grand Prix automobile d'Espagne 2021 (Formula 1 Aramco Gran Premio de Espana 2021)  disputé le 9 mai 2021 sur le circuit de Barcelone, est la  1039e épreuve du championnat du monde de Formule 1 courue depuis 1950. Il s'agit de la cinquante-et-unième édition du Grand Prix d'Espagne comptant pour le championnat du monde de Formule 1 et de la quatrième manche du championnat 2021. L'épreuve se dispute pour la trente-et-unième fois depuis 1991 sur le circuit catalan (contre neuf fois à Jarama, cinq fois à Jerez et quatre fois au Parc de Montjuïc) sur un tracé légèrement modifié avec le resurfaçage du virage 10 en une courbe rapide. Dans le contexte de la pandémie de Covid-19, ce Grand Prix d'Espagne 2021 ne se dispute pas totalement à huis clos, puisque 1000 spectateurs par jour sont admis en tribunes.  
Sur un circuit où les Mercedes n'ont pas été battues en qualifications depuis 2013, Lewis Hamilton tourne une page de l'histoire de la Formule 1. Dès son premier tour rapide dans la troisième phase, il devance Max Verstappen de 36 millièmes de seconde, écart qui devient définitif puisqu'aucun des deux n'améliore lors de leur deuxième tentative ; le septuple champion du monde atteint ainsi les cent pole positions, quinze ans après sa première, obtenue au Grand Prix du Canada 2007. Il déclare : « C'est incroyable. Jamais je n'aurais imaginé ça quand je suis arrivé chez Mercedes il y a sept ans. Je suis heureux comme si c'était ma première pole. » Sur la deuxième ligne, Valtteri Bottas est à 132 millièmes de seconde, accompagné par Charles Leclerc, quatrième à sept dixièmes de seconde d'Hamilton. Esteban Ocon obtient sa meilleure qualification avec Renault puis Alpine en réalisant le cinquième temps pour partir en troisième ligne devant Carlos Sainz. Daniel Ricciardo, le plus rapide des pilotes McLaren, s'élance de la quatrième ligne aux côtés de Sergio Pérez. Lando Norris, auteur du meilleur temps de la Q1, termine l'exercice avec le neuvième temps et précède Fernando Alonso sur la cinquième ligne.
Lewis Hamilton remporte la 98e victoire de sa carrière, sa cinquième consécutive sur le circuit catalan, et sa sixième au Grand Prix  d'Espagne. Ce troisième succès en quatre courses cette saison repose sur une option stratégique parfaitement exécutée tant dans le timing que grâce à la qualité de son pilotage, ce qui lui vaut d'être élu « pilote du jour ». Devancé par Verstappen au premier virage, il n'est pas en mesure de l'attaquer, dans une première partie de course ponctuée par la sortie de la voiture de sécurité au huitième tour et par la première salve des changements de pneus. De plus, en s'approchant trop près de son rival grâce à l'usage de son aileron arrière mobile dans la grande ligne droite, il ne parvient qu'à user exagérément ses gommes medium. Son stand choisit dès lors de le rappeler pour un deuxième arrêt « surprise » au bout de quarante-deux boucles, piégeant ainsi le pilote néerlandais obligé de continuer avec des gommes medium chaussées au vingt-quatrième tour. Reparti à vingt-deux secondes de Verstappen, dont le train de pneus se dégrade tour après tour, et derrière son coéquipier Bottas qui le laisse passer sur ordre de l'écurie après avoir résisté durant quelques virages, il reprend deux secondes au tour à son rival et le dépasse dès sa première attaque, en bout de ligne droite, à six boucles du terme. Verstappen déclare : « J'étais une cible facile. » Assuré de la deuxième place, ce dernier rentre pour chausser des gommes tendres et s'attribue le point bonus du meilleur tour en course. 
Dépassé par Charles Leclerc dès le troisième virage, reprenant son bien à deux reprises, d'abord par le jeu des premiers arrêts au stand puis grâce à un dépassement par l'extérieur au cinquante-septième tour, Valtteri Bottas accompagne Hamilton et Verstappen sur le podium pour la seizième fois. Leclerc termine, isolé, au quatrième rang devant Sergio Pérez qui a bataillé tout du long avec Daniel Ricciardo (sixième) et Carlos Sainz Jr. (septième et dernier pilote dans le tour du vainqueur). Lando Norris, averti par la direction de course pour avoir zigzagué sur la piste, se classe huitième. Les pilotes Alpine ayant opté pour une stratégie à un seul arrêt, rétrogradent en fin de course ; Esteban Ocon sauve néanmoins les deux points du neuvième rang, talonné par Pierre Gasly. Ce dernier récupère l'unité restante en dépassant  Lance Stroll en vue de l'arrivée ; il était pourtant reparti dernier après son premier arrêt au dix-huitième tour où il avait purgé une pénalité de cinq secondes pour avoir dépassé son emplacement sur la grille de départ.
Lewis Hamilton (94 points, trois victoires, une deuxième place et un meilleur tour) et Max Verstappen (80 points, une victoire, trois deuxièmes places et un meilleur tour) réalisent chacun leur meilleur début de saison après quatre courses depuis le début leurs carrières. Bottas (47 points) dépasse Norris (41 points) alors que Leclerc reste cinquième (40 points) ; suivent Pérez (32 points), Ricciardo (24 points), Sainz (20 points), Ocon (10 points) et Gasly (8 points). Mercedes Grand Prix (141 points) augmente son avance sur Red Bull Racing (112 points) au championnat des constructeurs. Les autres écuries sont déjà distancées : McLaren Racing, troisième avec 65 points, précède Ferrari (60 points), Alpine (15 points), AlphaTauri (10 points) et Aston Martin (5 points). Alfa Romeo, Haas et Williams n'ont pas encore marqué.

## Pneus disponibles
| Pneus pour piste sèche | Pneus pour piste sèche | Pneus pour piste sèche | Pneus pluie    | Pneus pluie |
| ---------------------- | ---------------------- | ---------------------- | -------------- | ----------- |
| Durs (Type C1)         | Medium (Type C2)       | Tendres (Type C3)      | Intermédiaires | Pluie       |

## Essais libres

### Première séance, le vendredi de 11 h 30 à 12 h 30
| Pos. | Pilote           | Voiture          | Chrono         | Écart     |
| ---- | ---------------- | ---------------- | -------------- | --------- |
| 1    | Valtteri Bottas  | Mercedes         | 1 min 18 s 504 |           |
| 2    | Max Verstappen   | Red Bull-Honda   | 1 min 18 s 537 | + 0 s 033 |
| 3    | Lewis Hamilton   | Mercedes         | 1 min 18 s 627 | + 0 s 123 |
| 4    | Lando Norris     | McLaren-Mercedes | 1 min 18 s 944 | + 0 s 440 |
| 5    | Charles Leclerc  | Ferrari          | 1 min 18 s 996 | + 0 s 492 |
| 6    | Carlos Sainz Jr. | Ferrari          | 1 min 19 s 020 | + 0 s 516 |

- Roy Nissany, pilote-essayeur pour Williams remplace George Russell au volant de la Williams FW43B[6].
- Robert Kubica, pilote-essayeur pour Alfa Romeo remplace Kimi Räikkönen au volant de l'Alfa Romeo C41. Il réalise le dix-neuvième temps à 3 s 383 de Bottas. Un de ses tours rapides s'achève dans le bac à graviers du nouveau virage no 10, provoquant l'interruption de la séance au drapeau rouge[7].

### Deuxième séance, le vendredi de 15 h à 16 h
| Pos. | Pilote          | Voiture          | Chrono         | Écart     |
| ---- | --------------- | ---------------- | -------------- | --------- |
| 1    | Lewis Hamilton  | Mercedes         | 1 min 18 s 170 |           |
| 2    | Valtteri Bottas | Mercedes         | 1 min 18 s 319 | + 0 s 139 |
| 3    | Charles Leclerc | Ferrari          | 1 min 18 s 335 | + 0 s 165 |
| 4    | Esteban Ocon    | Alpine-Renault   | 1 min 18 s 466 | + 0 s 296 |
| 5    | Fernando Alonso | Alpine-Renault   | 1 min 18 s 518 | + 0 s 348 |
| 6    | Pierre Gasly    | AlphaTauri-Honda | 1 min 18 s 593 | + 0 s 423 |

### Troisième séance, le samedi de 12 h à 13 h
| Pos. | Pilote           | Voiture          | Chrono         | Écart     |
| ---- | ---------------- | ---------------- | -------------- | --------- |
| 1    | Max Verstappen   | Red Bull-Honda   | 1 min 17 s 835 |           |
| 2    | Lewis Hamilton   | Mercedes         | 1 min 18 s 070 | + 0 s 235 |
| 3    | Charles Leclerc  | Ferrari          | 1 min 18 s 308 | + 0 s 473 |
| 4    | Carlos Sainz Jr. | Ferrari          | 1 min 18 s 410 | + 0 s 575 |
| 5    | Valtteri Bottas  | Mercedes         | 1 min 18 s 423 | + 0 s 588 |
| 6    | Lando Norris     | McLaren-Mercedes | 1 min 18 s 494 | + 0 s 659 |

## Séance de qualification

### Résultats des qualifications
| Pos.                                                                                      | Pilote             | Écurie                | Qualifications 1 | Qualifications 2 | Qualifications 3 |
| ----------------------------------------------------------------------------------------- | ------------------ | --------------------- | ---------------- | ---------------- | ---------------- |
| 1                                                                                         | Lewis Hamilton     | Mercedes              | 1 min 18 s 245   | 1 min 17 s 166   | 1 min 16 s 741   |
| 2                                                                                         | Max Verstappen     | Red Bull-Honda        | 1 min 18 s 046   | 1 min 16 s 922   | 1 min 16 s 777   |
| 3                                                                                         | Valtteri Bottas    | Mercedes              | 1 min 18 s 005   | 1 min 17 s 142   | 1 min 16 s 873   |
| 4                                                                                         | Charles Leclerc    | Ferrari               | 1 min 18 s 041   | 1 min 17 s 656   | 1 min 17 s 510   |
| 5                                                                                         | Esteban Ocon       | Alpine-Renault        | 1 min 18 s 281   | 1 min 17 s 743   | 1 min 17 s 580   |
| 6                                                                                         | Carlos Sainz Jr.   | Ferrari               | 1 min 18 s 205   | 1 min 17 s 656   | 1 min 17 s 620   |
| 7                                                                                         | Daniel Ricciardo   | McLaren-Mercedes      | 1 min 18 s 264   | 1 min 17 s 719   | 1 min 17 s 611   |
| 8                                                                                         | Sergio Pérez       | Red Bull-Honda        | 1 min 18 s 203   | 1 min 17 s 669   | 1 min 17 s 701   |
| 9                                                                                         | Lando Norris       | McLaren-Mercedes      | 1 min 17 s 821   | 1 min 17 s 696   | 1 min 18 s 010   |
| 10                                                                                        | Fernando Alonso    | Alpine-Renault        | 1 min 18 s 281   | 1 min 17 s 966   | 1 min 18 s 147   |
| 11                                                                                        | Lance Stroll       | Aston Martin-Mercedes | 1 min 18 s 241   | 1 min 17 s 974   |                  |
| 12                                                                                        | Pierre Gasly       | AlphaTauri-Honda      | 1 min 18 s 190   | 1 min 17 s 982   |                  |
| 13                                                                                        | Sebastian Vettel   | Aston Martin-Mercedes | 1 min 18 s 289   | 1 min 18 s 079   |                  |
| 14                                                                                        | Antonio Giovinazzi | Alfa Romeo-Ferrari    | 1 min 18 s 549   | 1 min 18 s 356   |                  |
| 15                                                                                        | George Russell     | Williams-Mercedes     | 1 min 18 s 445   | 1 min 19 s 154   |                  |
| 16                                                                                        | Yuki Tsunoda       | AlphaTauri-Honda      | 1 min 18 s 556   |                  |                  |
| 17                                                                                        | Kimi Räikkönen     | Alfa Romeo-Ferrari    | 1 min 18 s 917   |                  |                  |
| 18                                                                                        | Mick Schumacher    | Haas-Ferrari          | 1 min 19 s 117   |                  |                  |
| 19                                                                                        | Nicholas Latifi    | Williams-Mercedes     | 1 min 19 s 219   |                  |                  |
| 20                                                                                        | Nikita Mazepin     | Haas-Ferrari          | 1 min 19 s 807   |                  |                  |
| Temps minimal à réaliser pour la qualification : 1 min 23 s 268 (107 % de 1 min 17 s 821) |                    |                       |                  |                  |                  |

### Grille de départ
- Nikita Mazepin, auteur du vingtième et dernier temps des qualifications, est pénalisé d'un recul de trois places sur la grille de départ (ce qui ne change rien pour le Russe) pour avoir gêné Lando Norris lors des qualifications ; il perd par ailleurs un point sur sa super licence[11].

## Course

### Classement de la course
| Pos. | no | Pilote             | Écurie                | Tours | Temps/Abandon                                     | Grille | Points |
| ---- | -- | ------------------ | --------------------- | ----- | ------------------------------------------------- | ------ | ------ |
| 1    | 44 | Lewis Hamilton     | Mercedes              | 66    | 1 h 33 min 07 s 680 (198,710 km/h)                | 1      | 25     |
| 2    | 33 | Max Verstappen     | Red Bull-Honda        | 66    | + 15 s 841                                        | 2      | 18 + 1 |
| 3    | 77 | Valtteri Bottas    | Mercedes              | 66    | + 26 s 610                                        | 3      | 15     |
| 4    | 16 | Charles Leclerc    | Ferrari               | 66    | + 54 s 616                                        | 4      | 12     |
| 5    | 11 | Sergio Pérez       | Red Bull-Honda        | 66    | + 1 min 03 s 671                                  | 8      | 10     |
| 6    | 3  | Daniel Ricciardo   | McLaren-Mercedes      | 66    | + 1 min 13 s 768                                  | 7      | 8      |
| 7    | 55 | Carlos Sainz Jr.   | Ferrari               | 66    | + 1 min 14 s 670                                  | 6      | 6      |
| 8    | 4  | Lando Norris       | McLaren-Mercedes      | 65    | + 1 tour                                          | 9      | 4      |
| 9    | 31 | Esteban Ocon       | Alpine-Renault        | 65    | + 1 tour                                          | 5      | 2      |
| 10   | 10 | Pierre Gasly       | AlphaTauri-Honda      | 65    | + 1 tour (dont 5 s de pénalité purgées en course) | 12     | 1      |
| 11   | 18 | Lance Stroll       | Aston Martin-Mercedes | 65    | + 1 tour                                          | 11     |        |
| 12   | 7  | Kimi Räikkönen     | Alfa Romeo-Ferrari    | 65    | + 1 tour                                          | 17     |        |
| 13   | 5  | Sebastian Vettel   | Aston Martin-Mercedes | 65    | + 1 tour                                          | 13     |        |
| 14   | 63 | George Russell     | Williams-Mercedes     | 65    | + 1 tour                                          | 15     |        |
| 15   | 99 | Antonio Giovinazzi | Alfa Romeo-Ferrari    | 65    | + 1 tour                                          | 14     |        |
| 16   | 6  | Nicholas Latifi    | Williams-Mercedes     | 65    | + 1 tour                                          | 19     |        |
| 17   | 14 | Fernando Alonso    | Alpine-Renault        | 65    | + 1 tour                                          | 10     |        |
| 18   | 47 | Mick Schumacher    | Haas-Ferrari          | 64    | + 2 tours                                         | 18     |        |
| 19   | 9  | Nikita Mazepin     | Haas-Ferrari          | 64    | + 2 tours                                         | 20     |        |
| Abd. | 22 | Yuki Tsunoda       | AlphaTauri-Honda      | 6     | Électricité                                       | 16     |        |

- La voiture de sécurité est déployée du huitième au onzième tour pour permettre l'évacuation de l'AlphaTauri de Yuki Tsunoda tombée en panne en bord de piste[13].
- Pierre Gasly est pénalisé de cinq secondes (pénalité qu'il purge en course lors de son arrêt au stand au dix-huitième tour) pour avoir dépassé son emplacement sur la grille de départ[14].

### Pole position et record du tour
- Pole position :  Lewis Hamilton (Mercedes) en 1 min 16 s 741 (219,309 km/h)[15].
- Meilleur tour en course :  Max Verstappen (Red Bull) en 1 min 18 s 149 (215,358 km/h) au soixante-deuxième tour ; deuxième de l'épreuve, il remporte le point bonus associé au meilleur tour en course[16].

### Tours en tête
- Max Verstappen (Red Bull-Honda) : 54 tours (1-23 / 29-59)[17]
- Lewis Hamilton (Mercedes) : 12 tours (24-28 / 60-66)

## Classements généraux à l'issue de la course
| Pos. | Pilote           | Écurie                | Points |
| ---- | ---------------- | --------------------- | ------ |
| 1    | Lewis Hamilton   | Mercedes              | 94     |
| 2    | Max Verstappen   | Red Bull-Honda        | 80     |
| 3    | Valtteri Bottas  | Mercedes              | 47     |
| 4    | Lando Norris     | McLaren-Mercedes      | 41     |
| 5    | Charles Leclerc  | Ferrari               | 40     |
| 6    | Sergio Pérez     | Red Bull-Honda        | 32     |
| 7    | Daniel Ricciardo | McLaren-Mercedes      | 24     |
| 8    | Carlos Sainz Jr. | Ferrari               | 20     |
| 9    | Esteban Ocon     | Alpine-Renault        | 10     |
| 10   | Pierre Gasly     | AlphaTauri-Honda      | 8      |
| 11   | Lance Stroll     | Aston Martin-Mercedes | 5      |
| 12   | Fernando Alonso  | Alpine-Renault        | 5      |
| 13   | Yuki Tsunoda     | AlphaTauri-Honda      | 2      |

| Pos. | Écurie                | Points |
| ---- | --------------------- | ------ |
| 1    | Mercedes              | 141    |
| 2    | Red Bull-Honda        | 112    |
| 3    | McLaren-Mercedes      | 65     |
| 4    | Ferrari               | 60     |
| 5    | Alpine-Renault        | 15     |
| 6    | AlphaTauri-Honda      | 10     |
| 7    | Aston Martin-Mercedes | 5      |

## Statistiques
Le Grand Prix d'Espagne 2021 représente :
- la 100e pole position de Lewis Hamilton[20] .
- la 98e victoire de Lewis Hamilton[21] ;
- la 118e victoire de Mercedes en tant que constructeur[22] ;
- la 204e victoire de Mercedes en tant que motoriste[23].

Au cours de ce Grand Prix :
- En remportant le Grand Prix d'Espagne pour la sixième fois, Lewis Hamilton égale le record de Michael Schumacher[24] ;
- En remportant le Grand Prix d'Espagne pour la cinquième fois consécutive sur le même circuit, Lewis Hamilton égale le record d'Ayrton Senna établi sur le circuit de Monaco de 1989 à 1993[3] ;
- Hamilton, Verstappen et Bottas partagent le podium pour la seizième fois, ce qui constitue un nouveau record[25] ;
- Lewis Hamilton (94 points en quatre courses) et Max Verstappen (80 points) effectuent tous deux le meilleur début de saison de leurs carrières[3] ; Après cette course, Max Verstappen totalise sur quatre Grand Prix, 144 tours en tête (57,4 %) alors que Lewis Hamilton en a mené 75 (29,9 %), ce qui ne l'empêche pas de mener trois victoires à une[26] ;
- Lewis Hamilton est élu « Pilote du jour » à l'issue d'un vote organisé sur le site officiel de la Formule 1[27] ;
- Max Verstappen dispute son 100e Grand Prix avec Red Bull Racing, six ans après sa titularisation dans l'écurie et sa première victoire dans ce même Grand Prix[28] ;
- Derek Warwick (146 départs en Grands Prix entre 1981 et 1993, quatre podiums, 71 points inscrits) est nommé conseiller par la FIA pour aider dans leurs jugements le groupe des commissaires de course[29].